# 1-й танковий корпус СС
1-й танковий корпус СС «Лейбштандарт Адольф Гітлер» (нім. I. SS-Panzerkorps «Leibstandarte Adolf Hitler») — танковий корпус військ СС за часів Другої світової війни.

## Райони бойових дій
- Німеччина (червень — серпень 1943);
- Франція та Бельгія (серпень — вересень 1943);
- Італія (вересень — грудень 1943);
- Франція та Бельгія (грудень 1943 — грудень 1944);
- Арденни (грудень 1944 — січень 1945);
- Західна Німеччина (січень — березень 1945);
- Угорщина та Австрія (березень — травень 1945).

## Командування

### Командири
- СС-оберстгруппенфюрер Йозеф Дітріх (нім. Josef Dietrich) (4 липня 1943 — 9 серпня 1944);
- СС-бригадефюрер Фріц Кремер (нім. Fritz Kraemer) (9 — 16 серпня 1944);
- СС-обергрупенфюрер Георг Кепплер (нім. Georg Keppler) (16 серпня — 30 жовтня 1944);
- СС-групенфюрер Герман Прісс (нім. Hermann Priess) (30 жовтня 1944 — 8 травня 1945).

## Бойовий склад 1-го танкового корпусу СС
Формування управління, забезпечення та підтримки
- авіаційна ескадрилья корпусу (Fliegerstaffel);
- топографічний відділ корпусу СС (SS-Korpskartenstelle);
- 101-й важкий танковий батальйон СС (schwere SS-Panzer-Abteilung 101/501);
- 1-ше артилерійське командування СС (SS-Artillerie-Kommandeur I);
- 101/501-й артилерійський дивізіон СС (SS-Artillerie-Abteilung 101/501);
- 101-й зенітний дивізіон СС (SS-Flugabwehrkanone-Abteilung 101);
- зенітна батарея ППО СС (SS-Flugabwehr-Kompanie);
- 101/501-й дивізіон реактивних установок СС (SS-Wefer-Abteilung 101/501);
- 101/501-ша моторизована батарея реактивних установок СС (SS-Vielfachwerferbatterie (mot) 101/501);
- 101/501-й корпусний батальйон зв'язку СС (SS-Korps-Nachrichten-Abteilung 101/501);
- 101/501-ша важка батарея артилерійської розвідки (schwere SS-Beobachtungsbatterie 101/501);
- 101-й фортифікаційно-геологічний батальйон (SS-Wehrgeologen-Bataillon 101);
- 101-й корпусне командування постачання (SS-Korps-Nachstub-Truppen 101);
- 101-ша транспортна рота СС (SS-Kraftfahr-Kompanie 101);
- 101-й корпусний санітарний загін СС (SS-Korps-Sanitäts-Abteilung 101);
- 501-й польовий лазарет СС (SS-Feldlazarett 501);
- 501-й мобільний санітарно-евакуаційний транспортний загін (SS-Krankenkraftwagen-Zug 501);
- 101-ша моторизована фельдпошта (SS-Feldpostamt (mot);
- моторизована рота військової преси (SS-Kriegsberichter-Kompanie (mot);
- 101-ша моторизована рота фельджандармерії СС (SS-Feldgendarmerie-Kompanie 101 (mot);
- 101-ша корпусна рота безпеки СС (SS-Korps-Sicherungs-Kompanie 101);
- 101-ша запасна бригада 1-го тк СС (SS-Feldersatz-Brigade Gen.Kdo I.SS-Panzerkorps/101);
- 101-ша частина особливого призначення (SS-z.b.V.-Einheit 101).

- Танкова дивізія «Лёр» (Panzer-Lehr-Division);
- 12-та танкова дивізія СС «Гітлерюгенд» (12. SS-Panzer-Division);
- 21-ша танкова дивізія (21. Panzer-Division);
- 716-та піхотна дивізія (716. Infanterie-Division).

- 6-та парашутна дивізія (6. Fallschirmjäger-Division);
- 18-та авіапольова дивізія (18. Feld-Division (L)).

- 1-ша танкова дивізія Лейбштандарте-СС «Адольф Гітлер» (1. SS-Panzer-Division "Leibstandarte Adolf Hitler");
- 2-га танкова дивізія СС «Дас Райх» (2. SS-Panzer-Division);
- 2-га танкова дивізія (2. Panzer-Division);
- Дивізія № 172 (Division Nr. 172).

- 116-та танкова дивізія (116. Panzer-Division);
- 49-та піхотна дивізія (49. Infanterie-Division);
- 183-тя фольксгренадерська дивізія (183.Volks-Grenadier-Division);
- 108-ма танкова бригада (Panzer-Brigade 108).

- 1-ша танкова дивізія Лейбштандарте-СС «Адольф Гітлер»;
- 12-та танкова дивізія СС «Гітлерюгенд».

- 1-ша танкова дивізія Лейбштандарте-СС «Адольф Гітлер»;
- 12-та танкова дивізія СС «Гітлерюгенд»;
- 3-тя парашутна дивізія (3. Fallschirmjäger-Division);
- 12-та фольксгренадерська дивізія (12.Volks-Grenadier-Division);
- 277-ма фольксгренадерська дивізія (277.Volks-Grenadier-Division);
- 150-та танкова бригада СС (Panzer-Brigade 150).

- 1-ша танкова дивізія Лейбштандарте-СС «Адольф Гітлер»;
- 12-та танкова дивізія СС «Гітлерюгенд».

- 1-ша танкова дивізія Лейбштандарте-СС «Адольф Гітлер»;
- 12-та танкова дивізія СС «Гітлерюгенд»;
- 3-тя танкова дивізія СС «Тотенкопф» (3. SS-Panzer-Division "Totenkopf");
- 232-га танкова дивізія (232. Panzer-Division);
- 356-та піхотна дивізія (356. Infanterie-Division);
- залишки німецьких та угорських з'єднань.

- 1-ша танкова дивізія Лейбштандарте-СС «Адольф Гітлер»;
- 117-та єгерська дивізія (117. Jäger-Division);
- 356-та піхотна дивізія;
- Бойова група «Кейтель» (Kampfgruppe Keitel).

## Відео
- 1.SS Panzer Korps Recruitment Vid 1